# 힌드 라잡
힌드 라잡(아랍어: هند رجب, 2018년 5월 3일 ~ 2024년 1월 29일)은 가자지구에 살던 당시 5세의 팔레스타인인 소녀다. 이스라엘의 가자 지구 침공 당시 차를 타고 피신하던 와중 일가족 6명, 그리고 그들을 구하러 온 구호요원 2명과 함께 이스라엘 지상군의 탱크에게 공격받아 몰살당했다.
이스라엘은 라잡 일가가 살던 동네에 자국군이 배치되지 않았다며 자신들의 소행임을 부정했다. 그러나 이스라엘 탱크들이 라잡 일가의 차에 335발 이상의 탄을 퍼부어 죽인 증거가 위성사진과 영상을 비롯해서 여럿 남아 있어서 이런 거짓말은 곧 반박되었다. 런던 골드스미스 대학 포렌식 아키텍처에서 분석한 바 이스라엘군 탱크들은 라잡 일가를 구하러 온 구급차에도 포격을 퍼부었다.
사건 발생 직후 CNN을 비롯한 서방 언론들은 5세 어린이인  힌드 라잡을 “woman”(성인 여성이라는 뉘앙스가 있음)이라고 보도하여 빈축을 샀다. 힌드는 이스라엘 전쟁범죄 희생자의 상징이 되어 전세계 반전시위에서 그녀의 사진과 이름이 호출되고 있다.